# Fußballclub Carl Zeiss Jena 2011-2012
Questa voce raccoglie le informazioni riguardanti il Fußballclub Carl Zeiss Jena nelle competizioni ufficiali della stagione 2011-2012.

## Stagione
Nella stagione 2011-2012 il Carl Zeiss Jena, allenato da Heiko Weber, Lothar Kurbjuweit e Petrik Sander, concluse il campionato di 3. Liga al 18º posto e fu retrocesso in Regionalliga.

## Rosa
| N. |                      | Ruolo | Calciatore        |
| -- | -------------------- | ----- | ----------------- |
| 1  | Germania (bandiera)  | P     | Patrick Siefkes   |
| 3  | Germania (bandiera)  | D     | Alexander Voigt   |
| 4  | Germania (bandiera)  | D     | Kai-Fabian Schulz |
| 5  | Germania (bandiera)  | D     | Robert Zickert    |
| 6  | Germania (bandiera)  | C     | Marlon Krause     |
| 7  | Croazia (bandiera)   | D     | Josip Landeka     |
| 8  | Germania (bandiera)  | D     | Ralf Schmidt      |
| 9  | Germania (bandiera)  | C     | René Eckardt      |
| 10 | Germania (bandiera)  | C     | Christoph Siefkes |
| 11 | Germania (bandiera)  | A     | Sebastian Hähnge  |
| 12 | Kosovo (bandiera)    | A     | Alban Ramaj       |
| 15 | Germania (bandiera)  | A     | Danko Boskovic    |
| 17 | Germania (bandiera)  | A     | Philipp Grüneberg |
| 18 | Germania (bandiera)  | D     | Alexander Maul    |
| 19 | Rep. Ceca (bandiera) | C     | Jan Šimák         |

| N. |                     | Ruolo | Calciatore         |
| -- | ------------------- | ----- | ------------------ |
| 20 | Germania (bandiera) | C     | Stefan Ronneburg   |
| 21 | Germania (bandiera) | D     | Sebastian Doro     |
| 22 | Germania (bandiera) | D     | Nils Miatke        |
| 23 | Germania (bandiera) | A     | Martin Ullmann     |
| 24 | Germania (bandiera) | A     | Sebastian Huke     |
| 25 | Germania (bandiera) | P     | Steven Braunsdorf  |
| 26 | Germania (bandiera) | A     | Sebastian Fries    |
| 27 | Germania (bandiera) | C     | Yves Brinkmann     |
| 28 | Germania (bandiera) | D     | Christian Demirtas |
| 29 | Germania (bandiera) | A     | Nils Pichinot      |
| 30 | Germania (bandiera) | P     | Tino Berbig        |
| 31 | Germania (bandiera) | C     | Pierre Becken      |
|    | Germania (bandiera) | D     | Marius Grösch      |
|    | Germania (bandiera) | A     | Tino Schmidt       |

## Organigramma societario
Area tecnica
- Allenatore: Petrik Sander
- Allenatore in seconda: Miroslav Jović
- Preparatore dei portieri: Tomislav Piplica
- Preparatori atletici:

## Calciomercato

### Sessione estiva
| Acquisti | Acquisti          | Acquisti               | Acquisti |
| R.       | Nome              | da                     | Modalità |
| -------- | ----------------- | ---------------------- | -------- |
| A        | Shlomo Edri       | Hakoah Ramat Gan       |          |
| A        | Velimir Jovanović | Energie Cottbus        |          |
| P        | Tino Berbig       | Osnabrück              |          |
| C        | Yves Brinkmann    | Carl Zeiss Jena U19    |          |
| D        | Sebastian Doro    | Hoffenheim U19         |          |
| A        | Philipp Grüneberg | Union Berlino U19      |          |
| C        | Marlon Krause     | St. Pauli II           |          |
| C        | Dennis Lemke      | Eintracht Braunschweig |          |
| D        | Alexander Maul    | Jahn Ratisbona         |          |
| D        | Nils Miatke       | Energie Cottbus        |          |
| C        | Stefan Ronneburg  | Werder Brema II        |          |
| D        | Kai-Fabian Schulz | FSV Francoforte        |          |
| C        | Christoph Siefkes | Bayer Leverkusen       |          |
| C        | Jan Šimák         | Magonza                |          |
| D        | Robert Zickert    | Energie Cottbus        |          |
| D        | Ben Zolinski      | Hansa Rostock U19      |          |

| Cessioni | Cessioni         | Cessioni         | Cessioni |
| R.       | Nome             | a                | Modalità |
| -------- | ---------------- | ---------------- | -------- |
| C        | Dennis Lemke     | Babelsberg       |          |
| P        | Alexander Moritz | Markranstädt     |          |
| C        | Eugen Bopp       | York City        |          |
| D        | Felicio Brown    | RW Oberhausen    |          |
| C        | Sören Eismann    | Hallescher       |          |
| C        | Davy Frick       | Zwickau          |          |
| D        | Benjamin Fuß     | Zwickau          |          |
| A        | Exauce Mayombo   | Dinamo Dresda II |          |
| D        | Timo Nagy        | Wehen Wiesbaden  |          |
| C        | Ronny Nikol      | Berliner AK 07   |          |
| D        | Denis Osadchenko | Berliner AK 07   |          |
| A        | Aykut Öztürk     | Sandhausen       |          |
| D        | Marco Riemer     | Preußen Münster  |          |
| D        | Moses Sichone    | FC Bergheim 2000 |          |
| A        | Orlando Smeekes  | Wehen Wiesbaden  |          |
| C        | Jens Truckenbrod | Preußen Münster  |          |
| C        | Torsten Ziegner  | Zwickau          |          |

### Sessione invernale
| Acquisti | Acquisti       | Acquisti       | Acquisti |
| R.       | Nome           | da             | Modalità |
| -------- | -------------- | -------------- | -------- |
| A        | Sebastian Huke | Wolfsburg II   |          |
| A        | Alban Ramaj    | Erzgebirge Aue |          |
| C        | Pierre Becken  | St. Pauli II   |          |

| Cessioni | Cessioni          | Cessioni         | Cessioni |
| R.       | Nome              | a                | Modalità |
| -------- | ----------------- | ---------------- | -------- |
| A        | Velimir Jovanović | Magdeburgo       |          |
| D        | Ben Zolinski      | Hansa Rostock II |          |

## Risultati

### 3. Liga

#### Girone di andata
| Arbitro: | Gräfe |

|                                                      |           |  |
| Oumari 30’ Pfingsten-Reddig 50’ (rig.) Reichwein 71’ | Marcatori |  |

| Arbitro: | Kunzmann |

|           |           |  |
| Šimák 70’ | Marcatori |  |

| Arbitro: | Seidel |

|                             |           |           |
| Sieger 25’ (rig.) Wurtz 60’ | Marcatori | 10’ Šimák |

| Arbitro: | Sippel |

|               |           |                                     |
| Jovanović 13’ | Marcatori | 34’ Ornatelli 73’ N'Diaye 83’ Loose |

| Heidenheim an der Brenz 16 agosto 2011, ore 18:30 CEST 5ª giornata | Heidenheim | 0 – 0 referto | Carl Zeiss Jena | Voith-Arena (7 100 spett.)\| Arbitro: \| Stegemann \| |
| Arbitro:                                                           | Stegemann  |               |                 |                                                       |

| Arbitro: | Steinhaus-Webb |

|           |           |                           |
| Fries 25’ | Marcatori | 44’ (rig.) Costa 77’ Hahn |

| Arbitro: | Siewer |

|                                                                   |           |  |
| Tunjić 24’ Avdić 29’, 69’ Ziegler 30’ Niederlechner 86’ Kanca 87’ | Marcatori |  |

| Arbitro: | Drees |

|           |           |                    |
| Hähnge 6’ | Marcatori | 9’ Wilke 17’ Dobrý |

| Arbitro: | Alt |

|             |           |                      |
| Ellmann 72’ | Marcatori | 10’ Šimák 34’ Miatke |

| Arbitro: | Helwig |

|             |           |              |
| Zickert 73’ | Marcatori | 16’ Pischorn |

| Arbitro: | Stein |

|          |           |                            |
| Maul 38’ | Marcatori | 20’ Stroh-Engel 68’ Müller |

| Arbitro: | Göpferich |

|                    |           |                      |
| Thy 83’ Wagner 88’ | Marcatori | 25’ Šimák 29’ Hähnge |

| Arbitro: | Brand |

|           |           |                                |
| Šimák 31’ | Marcatori | 40’ Hertner 70’ (aut.) Zickert |

| Arbitro: | Blos |

|                                |           |                        |
| Glockner 31’ (rig.) Hansen 86’ | Marcatori | 5’ Pichinot 32’ Miatke |

| Arbitro: | Schmickartz |

|                              |           |                              |
| Šimák 48’ (rig.), 59’ (rig.) | Marcatori | 57’ Weiß 73’, 76’ Lechleiter |

| Arbitro: | Siewer |

|                              |           |  |
| Steegmann 61’, 73’ Baier 72’ | Marcatori |  |

| Arbitro: | Dankert |

|                                                             |           |                            |
| Voigt 34’ (rig.), 83’ (rig.) Pichinot 40’ Hähnge 56’ (rig.) | Marcatori | 32’ Rahn 65’, 74’ Agyemang |

| Wiesbaden 26 novembre 2011, ore 14:00 CET 18ª giornata | Wehen Wiesbaden | 0 – 0 referto | Carl Zeiss Jena | BRITA-Arena (3 112 spett.)\| Arbitro: \| Dittrich \| |
| Arbitro:                                               | Dittrich        |               |                 |                                                      |

| Arbitro: | Stegemann |

|  |           |           |
|  | Marcatori | 90’ Klauß |

#### Girone di ritorno
| Arbitro: | Meyer |

|            |           |  |
| Hähnge 90’ | Marcatori |  |

| Arbitro: | Jablonski |

|                                   |           |                        |
| Glasner 3’, 60’ Eberlein 53’, 70’ | Marcatori | 46’ Hähnge 50’ Zickert |

| Arbitro: | Valentin |

|              |           |            |
| Pichinot 78’ | Marcatori | 33’ Ziemer |

| Arbitro: | Willenborg |

|           |           |  |
| Kluft 21’ | Marcatori |  |

| Jena 28 febbraio 2012, ore 19:00 CET 24ª giornata | Carl Zeiss Jena | 0 – 0 referto | Heidenheim | Ernst-Abbe-Sportfeld (5 093 spett.)\| Arbitro: \| Sönder \| |
| Arbitro:                                          | Sönder          |               |            |                                                             |

| Arbitro: | Jablonski |

|           |           |          |
| Hesse 90’ | Marcatori | 8’ Ramaj |

| Arbitro: | Alt |

|                   |           |  |
| Pichinot 17’, 50’ | Marcatori |  |

| Arbitro: | Hartmann |

|          |           |              |
| Fink 45’ | Marcatori | 76’ Pichinot |

| Jena 3 marzo 2012, ore 14:00 CET 28ª giornata | Carl Zeiss Jena | 0 – 0 referto | RW Oberhausen | Ernst-Abbe-Sportfeld (5 688 spett.)\| Arbitro: \| Steuer \| |
| Arbitro:                                      | Steuer          |               |               |                                                             |

| Arbitro: | Valentin |

|          |           |  |
| Dorn 82’ | Marcatori |  |

| Potsdam 17 marzo 2012, ore 14:00 CET 30ª giornata | Babelsberg | 0 – 0 referto | Carl Zeiss Jena | Stadio Karl Liebknecht (6 853 spett.)\| Arbitro: \| Siewer \| |
| Arbitro:                                          | Siewer     |               |                 |                                                               |

| Arbitro: | Steinberg |

|                                  |           |           |
| Ramaj 23’ Boskovic 31’ Fries 80’ | Marcatori | 45’ Schön |

| Arbitro: | Alt |

|                                     |           |  |
| Benyamina 7’ Schwenk 21’ Stöger 81’ | Marcatori |  |

| Arbitro: | Brand |

|                       |           |  |
| Boskovic 71’ Huke 90’ | Marcatori |  |

| Arbitro: | Dittrich |

|                                         |           |             |
| Haller 7’, 32’ Herröder 39’ Cidimar 90’ | Marcatori | 6’ Boskovic |

| Arbitro: | Valentin |

|                       |           |           |
| Pichinot 1’ Šimák 39’ | Marcatori | 4’ Beisel |

| Arbitro: | Jablonski |

|                                |           |             |
| Agyemang 45’ (rig.) Schütz 61’ | Marcatori | 17’ Eckardt |

| Arbitro: | Cortus |

|              |           |  |
| Pichinot 50’ | Marcatori |  |

| Arbitro: | Ittrich |

|                    |           |              |
| Schweinsteiger 40’ | Marcatori | 50’ Boskovic |

## Statistiche

### Statistiche di squadra
| Competizione | Punti | In casa | In casa | In casa | In casa | In casa | In casa | In trasferta | In trasferta | In trasferta | In trasferta | In trasferta | In trasferta | Totale | Totale | Totale | Totale | Totale | Totale | DR  |
| Competizione | Punti | G       | V       | N       | P       | Gf      | Gs      | G            | V            | N            | P            | Gf           | Gs           | G      | V      | N      | P      | Gf     | Gs     | DR  |
| ------------ | ----- | ------- | ------- | ------- | ------- | ------- | ------- | ------------ | ------------ | ------------ | ------------ | ------------ | ------------ | ------ | ------ | ------ | ------ | ------ | ------ | --- |
| 3. Liga      | 39    | 19      | 8       | 4       | 7       | 25      | 22      | 19           | 1            | 8            | 10           | 14           | 37           | 38     | 9      | 12     | 17     | 39     | 59     | -20 |
| Totale       | 39    | 19      | 8       | 4       | 7       | 25      | 22      | 19           | 1            | 8            | 10           | 14           | 37           | 38     | 9      | 12     | 17     | 39     | 59     | -20 |

### Andamento in campionato
| Giornata  | 1  | 2  | 3  | 4  | 5  | 6  | 7  | 8  | 9  | 10 | 11 | 12 | 13 | 14 | 15 | 16 | 17 | 18 | 19 | 20 | 21 | 22 | 23 | 24 | 25 | 26 | 27 | 28 | 29 | 30 | 31 | 32 | 33 | 34 | 35 | 36 | 37 | 38 |
| --------- | -- | -- | -- | -- | -- | -- | -- | -- | -- | -- | -- | -- | -- | -- | -- | -- | -- | -- | -- | -- | -- | -- | -- | -- | -- | -- | -- | -- | -- | -- | -- | -- | -- | -- | -- | -- | -- | -- |
| Luogo     | T  | C  | T  | C  | T  | C  | T  | C  | T  | C  | C  | T  | C  | T  | C  | T  | C  | T  | C  | C  | T  | C  | T  | C  | T  | C  | T  | C  | T  | T  | C  | T  | C  | T  | C  | T  | C  | T  |
| Risultato | P  | V  | P  | P  | N  | P  | P  | P  | V  | N  | P  | N  | P  | N  | P  | P  | V  | N  | P  | V  | P  | N  | P  | N  | N  | V  | N  | N  | P  | N  | V  | P  | V  | P  | V  | P  | V  | N  |
| Posizione | 20 | 12 | 15 | 17 | 17 | 18 | 18 | 19 | 18 | 17 | 18 | 18 | 20 | 20 | 20 | 20 | 20 | 19 | 19 | 20 | 19 | 19 | 19 | 19 | 19 | 19 | 19 | 19 | 19 | 19 | 19 | 19 | 19 | 19 | 19 | 19 | 19 | 18 |

Legenda:

Luogo: C = Casa; T = Trasferta. Risultato: V = Vittoria; N = Pareggio; P = Sconfitta.

### Statistiche dei giocatori
| P. Becken     | 16 | 0 | 3  | 1 |
| T. Berbig     | 38 | 0 | 4  | 0 |
| D. Boskovic   | 15 | 4 | 3  | 1 |
| S. Braunsdorf | 0  | 0 | 0  | 0 |
| Y. Brinkmann  | 3  | 0 | 0  | 0 |
| C. Demirtas   | 16 | 0 | 3  | 0 |
| S. Doro       | 2  | 0 | 1  | 0 |
| R. Eckardt    | 29 | 1 | 3  | 0 |
| S. Edri       | 4  | 0 | 1  | 0 |
| S. Fries      | 19 | 2 | 0  | 0 |
| M. Grösch     | 0  | 0 | 0  | 0 |
| P. Grüneberg  | 7  | 0 | 0  | 0 |
| S. Huke       | 10 | 1 | 0  | 0 |
| S. Hähnge     | 33 | 5 | 3  | 1 |
| V. Jovanović  | 13 | 1 | 1  | 1 |
| M. Krause     | 6  | 0 | 0  | 0 |
| J. Landeka    | 36 | 0 | 9  | 1 |
| B. Lindemann  | 10 | 0 | 0  | 0 |
| A. Maul       | 14 | 1 | 3  | 0 |
| N. Miatke     | 34 | 2 | 5  | 0 |
| N. Pichinot   | 29 | 8 | 6  | 1 |
| A. Ramaj      | 13 | 2 | 0  | 1 |
| A. Reetz      | 2  | 0 | 0  | 0 |
| S. Ronneburg  | 3  | 0 | 0  | 0 |
| R. Schmidt    | 30 | 0 | 16 | 0 |
| T. Schmidt    | 1  | 0 | 0  | 0 |
| K. Schulz     | 31 | 0 | 5  | 0 |
| C. Siefkes    | 20 | 0 | 3  | 0 |
| P. Siefkes    | 0  | 0 | 0  | 0 |
| M. Ullmann    | 14 | 0 | 3  | 1 |
| A. Voigt      | 25 | 2 | 4  | 1 |
| R. Zickert    | 26 | 2 | 6  | 2 |
| B. Zolinski   | 0  | 0 | 0  | 0 |
| J. Šimák      | 28 | 8 | 6  | 1 |